# 周松
周松（1937年10月—），男，汉族，广东琼山（今属海南）人，中华人民共和国政治人物，曾任海南省政协副主席，第八届全国政协委员，第九、十届全国人大代表。